# Langblättriges Gänseblümchen
Langblättriges Gänseblümchen (Bellis longifolia) ist eine Pflanzenart aus der Gattung der Gänseblümchen (Bellis).

## Merkmale
Bellis longifolia ist ein ausdauernder Rosetten-Hemikryptophyt, der Wuchshöhen von 5 bis 20 Zentimeter erreicht. Die Wurzeln sind fleischig. Der Stängel ist blattlos. Die Blätter sind leuchtend grün, länglich-verkehrtlanzettlich, kerbig gesägt und verschmälern sich am Grund allmählich. Die Früchte sind mehr oder weniger kahl.
Die Blütezeit reicht von April bis Juli.
Die Chromosomenzahl beträgt 2n = 18.

## Vorkommen
Bellis longifolia ist auf Kreta endemisch. Die Art wächst auf Felsböden, Igelpolsterheiden, an Quellen und in Dolinen in Höhenlagen von 1200 bis 2000 Meter.